# 中久郎
中 久郎（なか ひさお、1927年（昭和2年）9月15日 - 2005年（平成17年）2月22日）は、日本の社会学者。京都大学名誉教授。専攻は、社会学理論・社会学史・社会病理学。

## 経歴
京都府生まれ。1953年京都大学文学部哲学科社会学卒、1958年同大学院博士課程満期退学、大谷大学文学部講師、1961年助教授、1962年「自殺の社会的要因の研究」で京都大学より文学博士の学位を取得。1966年京都大学文学部助教授、1978年教授、1986-1988年文学部長。1991年停年退官、名誉教授、龍谷大学社会学部教授、1999年愛知新城大谷短期大学初代学長、2004年愛知新城大谷大学初代学長を併任。

## 著書
- 『デュルケームの社会理論』創文社 1979
- 『現代社会学の諸理論』世界思想社 1990 社会学の系譜
- 『共同性の社会理論』世界思想社 1991
- 『社会学原論 現代の診断原理』世界思想社 1999
- 『米田庄太郎 新総合社会学の先駆者』東信堂 2002 シリーズ世界の社会学・日本の社会学

### 共編著
- 『現代社会の動態』松本通晴共編 アカデミア出版会 1977
- 『国会議員の構成と変化』編 政治広報センター 1980
- 『機能主義の社会理論 パーソンズ理論とその展開』編 世界思想社 1986 社会学の系譜
- 『社会学グローバル』梶谷素久共編 御茶の水書房 1987
- 『社会学の基礎理論』編 世界思想社 1987 社会学の系譜
- 『現代社会学グローバル』梶谷素久共編 御茶の水書房 1991
- 『現代家族の変貌 国際比較による総合的研究』編 行路社 1998 龍谷大学地域総合研究所叢書
- 『現代社会と社会福祉』桑原洋子共編 信山社出版 1998
- 『米田庄太郎の社会学』編著 いなほ書房 社会学史研究叢書 1998
- 『持続と変容 社会学論集』編 ナカニシヤ出版 1999
- 『社会福祉の理念と技法』編 行路社 2003
- 『戦後日本のなかの「戦争」』編 世界思想社 2004

### 翻訳
- R.M.マッキーヴァー『コミュニティ 社会学的研究:社会生活の性質と基本法則に関する一試論』松本通晴共監訳 ミネルヴァ書房 1975
- ロバート・A.ニスベット『社会学的発想の系譜』監訳 アカデミア出版会 1975-1977
- R.プラント『コミュニティの思想』松本通晴共訳 世界思想社 1979
- ロランド・ロバートソン、ブライアン・S.ターナー編『近代性の理論 パーソンズの射程』進藤雄三、清野正義共訳 恒星社厚生閣 1995

## 参考
- 『人事興信録』1995年
- 中久郎氏死去